# The Hunger for More
The Hunger For More es el primer álbum en solitario del miembro de G-Unit Lloyd Banks, lanzado en 2004.

## Lista de canciones
1. "Ain't No Click" con Tony Yayo.
2. "Playboy" con DJ Whoo Kid.
3. "Warrior"
4. "On Fire" con 50 Cent.
5. "I Get High" con Snoop Dogg & 50 Cent.
6. "I'm So Fly"
7. "Work Magic" con Young Buck.
8. "If You So Gangsta"
9. "Warrior, Pt. 2" con Eminem, 50 Cent & Nate Dogg.
10. "Karma" con Avant.
11. "When the Chips Are Down" con The Game.
12. "Til The End" con Nate Dogg.
13. "Die One Day"
14. "South Side Story"
15. "Just Another Day"

- Datos: Q784869